# Ріден-ам-Форггензе
Ріден-ам-Форггензе (нім. Rieden am Forggensee) — громада в Німеччині, знаходиться в землі Баварія. Підпорядковується адміністративному округу Швабія. Входить до складу району Остальгой. Складова частина об'єднання громад Росгауптен.
Площа — 13,17 км2. Населення становить 1331 ос. (станом на 31 грудня 2020).